# Philip Mason
Philip Mason OBE CIE (* 19. März 1906; † 25. Januar 1999) war ein englischer Beamter und Historiker.

## Leben
Philip Mason besuchte die Sedbergh School, eine renommierte Grammar School mit Internat im West Riding of Yorkshire. Danach studierte er die „Modern Greats“ am Balliol College der Universität Oxford. 1928 trat er in den Indian Civil Service ein, für den er bis zum Ausscheiden der britischen Mitarbeiter infolge der Teilung Indiens arbeitete – zuletzt, während des Zweiten Weltkrieges und unter dem letzten Vizekönig von Indien, Louis Mountbatten, in leitenden Positionen.
Nach seiner Rückkehr nach England war Mason als Landwirt tätig. 1952 wurde er zum Forschungsleiter am Royal Institute of International Affairs berufen. 1958 wurde Mason zum Gründungsdirektor des Institute of Race Relations (IRR) bestellt, das aus einer Abteilung des Royal Institute of International Affairs hervorging. Die Aufgabe des IRR war es, die Beziehungen zwischen unterschiedlichen Rassen, Rassenkonflikte und die antikolonialen und antirassistischen Bewegungen zu erforschen sowie die britische Regierung im Prozess der Umwandlung des British Empire in das Commonwealth of Nations zu beraten. Mason leitete das Institute of Race Relations bis 1969. 1972 wurde das IRR in eine „Anti-rassistische Denkfabrik“ umgewandelt.
Mason wurde bekannt durch das zweibändige Werk The Men Who Ruled India, eine Geschichte des Indian Civil Service in Britisch-Indien, die er unter dem Pseudonym Philip Woodruff veröffentlichte. Darin untersucht er unter anderem die Rolle von John Morley in seiner Amtszeit als britischer Minister für Indien (Secretary of State for India) im Kabinett von Henry Campbell-Bannerman (1905–1908).

## Schriften
- unter dem Pseudonym Philip Woodruff: The Men Who Ruled India (zwei Bände). Cape, London 1953 und 1954.
- Common sense about race. Gollancz, London 1961.[4][5][6][7]
- Prospero’s Magic. Some Thoughts on Race and Colour. Oxford University Press, Oxford 1962.
- A Shaft of Sunlight. Memories of a Varied Life. Deutsch, London 1978, ISBN 0-233-96955-1 (Autobiographie).